# Schochia
Schochia är ett släkte av insekter. Schochia ingår i familjen vårtbitare.
Kladogram enligt Catalogue of Life:
| Schochia | \| \| Schochia laevis \| \| \| \| \| \| Schochia veta \| \| \| \| \| \| Schochia viridis \| \| \| \| |
|          | \| \| Schochia laevis \| \| \| \| \| \| Schochia veta \| \| \| \| \| \| Schochia viridis \| \| \| \| |
|          | Schochia laevis                                                                                      |
|          | |
|          | Schochia veta                                                                                        |
|          | |
|          | Schochia viridis                                                                                     |
|          | |